# Borabenzeno
Borabenzeno é um composto heteroaromático que possui um átomo de boro no lugar de um átomo de carbono de uma molécula de benzeno. Um borabenzeno livre, o qual não tem qualquer doador ligante no átomo de boro, , ainda não foi isolado apesar de sua estrutura simples e da robustez das ligações boro-carbono. A instabilidade desta molécula resulta da alta acidez de Lewis do átomo de boro devido a sua deficiência de elétrons. Todas as tentativas em criar um borabenzeno livre tem resultado em formação de complexos com ligantes aniônicos ou neutros (mesmo uma molécula de nitrogênio pode coordenar-se a um borabenzeno). Entretanto, os complexos com ligantes aniônicos, chamados boratabenzenos, mostram rica química incluindo a coordenação química como ligantes do tipo π aniônicos. Borabenzeno é também estável com moléculas doadoras de elétrons tais como a piridina ou trifenilfosfina.